# Calycogonium reticulatum
Calycogonium reticulatum är en tvåhjärtbladig växtart som först beskrevs av Célestin Alfred Cogniaux, och fick sitt nu gällande namn av Walter Stephen Judd och James Dan Skean. Calycogonium reticulatum ingår i släktet Calycogonium och familjen Melastomataceae. Inga underarter finns listade i Catalogue of Life.